# Monotypes artondelssystem
Monotypes artondelssystem (eller bara Monotypes system) är ett system för att hantera avstånd i typografiska sammanhang, lanserat av det amerikanska företaget Monotype i början av 1900-talet. Systemet används fortfarande i finare typografi.
Artondelssystemet baseras på fyrkanten, som är lika bred som den aktuella graden, och således en relativ måttenhet. Fyrkanten delas sedan in i mindre bitar som kan användas för olika ändamål. Riktigt små avstånd mäts i artondelar av en fyrkant, därav namnet.

## Exempel på avstånd i Monotypes artondelssystem
| 1 fyrkant    | Indrag vid nytt stycke, långt tankstreck                                               |
| 1/2 fyrkant  | Minus, tankstreck                                                                      |
| 1/4 fyrkant  | Spatie, divis, versalsiffror, avstånd efter pratminus                                  |
| 4/18 fyrkant | Normalt ordmellanrum                                                                   |
| 3/18 fyrkant | Avstånd mellan ord i förkortningar utan punkter (exempel: ”bl a”)                      |
| 2/18 fyrkant | Avstånd mellan ord i förkortningar med punkter (exempel: ”bl.a.”), tusentalsavgränsare |
| 1/18 fyrkant | Avstånd före frågetecken, utropstecken, kolon och semikolon                            |